# Rinpocze
Rinpocze (tyb.: རིན་པོ་ཆེ་, Wylie: rin po che, ZWPY: Rinboqê; IPA [rinˈpotʃe], w dosłownym tłumaczeniu drogocenny, opiekun, schronienie) – tytuł honorowy używany przy nazwiskach wysokich lamów buddyjskich.

## Niektórzy rinpocze
- Dzigme Rinpocze
- Dudziom Rinpocze
- Kalu Rinpocze
- Lopon Tseczu Rinpocze
- Khandro Rinpocze
- Patrul Rinpocze
- Szamar Rinpocze
- Szangpa Rinpocze
- Tenzin Delek Rinpocze